# Посухівська сільська рада (Бережанський район)
Посу́хівська сільська́ ра́да — адміністративно-територіальна одиниця та орган місцевого самоврядування в Бережанському районі Тернопільської області. Адміністративний центр — село Посухів.

## Загальні відомості
- Територія ради: 10,908 км²
- Населення ради: 654 особи (станом на 2001 рік)
- Територією ради протікає річка Золота Липа

## Населені пункти
Сільській раді підпорядковані населені пункти:
- с. Посухів

### Ліквідовані населені пункти[1]
- х. Волосів
- х. Зелений

## Склад ради
Рада складається з 16 депутатів та голови.
- Голова ради: Іванів Орися Степанівна
- Секретар ради: Лапунька Марія Іванівна

### Керівний склад попередніх скликань
| Прізвище, ім'я, по батькові | Основні відомості                                                               | Дата обрання | Дата звільнення |
| --------------------------- | ------------------------------------------------------------------------------- | ------------ | --------------- |
| Іванів Орися Степанівна     | Сільський голова, 1964 року народження, освіта середня спеціальна, позапартійна | 26.03.2006   | 31.10.2010      |
| Іванів Орися Степанівна     | Сільський голова, 1964 року народження, освіта середня спеціальна, позапартійна | 31.10.2010   |                 |

Примітка: таблиця складена за даними сайту Верховної Ради України

### Депутати
За результатами місцевих виборів 2010 року депутатами ради стали:

#### За суб'єктами висування
| Суб'єкт висування               | Кількість обраних депутатів | %    |
| ------------------------------- | --------------------------- | ---- |
| Самовисування                   | 8                           | 50   |
| Політична партія «Наша Україна» | 5                           | 31,3 |
| Народна партія                  | 3                           | 18,8 |

#### За округами
| № округу                        | Прізвище, ім'я, по батькові    | Дата визнання обраним | Освіта             | Партійна приналежність                | Відомості про обраного депутата                      |
| ------------------------------- | ------------------------------ | --------------------- | ------------------ | ------------------------------------- | ---------------------------------------------------- |
| Народна Партія                  |                                |                       |                    |                                       |                                                      |
| 1                               | Гайова Галина Іванівна         | 02.11.2010            | середня спеціальна | позапартійна                          | тимчасово не працює                                  |
| 7                               | Лавренко Андрій Петрович       | 02.11.2010            | середня спеціальна | позапартійний                         | тимчасово не працює                                  |
| 16                              | Шинклярська Ганна Петрівна     | 15.11.2010            | середня спеціальна | позапартійна                          | тимчасово не працює                                  |
| Політична партія «Наша Україна» |                                |                       |                    |                                       |                                                      |
| 2                               | П'єнтак Ганна Іванівна         | 02.11.2010            | вища               | член Політичної партії «Наша Україна» | Бережанський агротехнічний інститут, викладач        |
| 3                               | Лапунька Марія Іванівна        | 02.11.2010            | вища               | позапартійна                          | Посухівська сільська рада, секретар                  |
| 4                               | Грабар Оксана Іванівна         | 02.11.2010            | вища               | член Політичної партії «Наша Україна» | служба у справах дітей РДА, головний спеціаліст      |
| 5                               | Сенковська Галина Дмитрівна    | 02.11.2010            | вища               | позапартійна                          | Посухівська сільська рада, бухгалтер                 |
| 11                              | Ярема Андрій Миколайович       | 02.11.2010            | вища               | член Політичної партії «Наша Україна» | Посухівська загальноосвітня школа, директор          |
| Самовисування                   |                                |                       |                    |                                       |                                                      |
| 6                               | Сеньковський Тарас Миколайович | 25.05.2014            | незакінчена вища   | позапартійний                         | Бережанський агротехнічний інститут, студент         |
| 8                               | Галісевич Андрій Олександрович | 05.11.2012            | незакінчена вища   | позапартійний                         | студент                                              |
| 9                               | Бугай Руслан Андрійович        | 05.11.2012            | незакінчена вища   | позапартійний                         | студент                                              |
| 10                              | Штепований Микола Михайлович   | 02.11.2010            | середня спеціальна | позапартійний                         | тимчасово не працює                                  |
| 12                              | Шинклярська Ірина Михайлівна   | 02.11.2010            | середня спеціальна | позапартійна                          | Бережанська загальноосвітня школа № 2, медсестра     |
| 13                              | Климко Галина Михайлівна       | 02.11.2010            | середня спеціальна | позапартійна                          | фельдшерсько-акушерський пункт с. Посухів, завідувач |
| 14                              | Кашараба Іван Миколайович      | 25.05.2014            | середня спеціальна | позапартійний                         | тимчасово не працює                                  |
| 15                              | Цибульський Микола Антонович   | 15.11.2010            | незакінчена вища   | позапартійний                         | ВПУ-4, м. Тернопіль, студент                         |